# Райхертсхаузен
Райхертсхаузен (нем. Reichertshausen) — община в Германии, в земле Бавария. 
Подчиняется административному округу Верхняя Бавария. Входит в состав района Пфаффенхофен-на-Ильме.  Население составляет 4923 человека (на 31 декабря 2010 года). Занимает площадь 23,59 км².